# Kanton Rennes-3
 Rennes-3  is een kanton van het Franse departement Ille-et-Vilaine. Het kanton maakt deel uit van het arrondissement Rennes .

In 2020 telde het 43.543 inwoners.

Het kanton werd gevormd ingevolge het decreet van 18 februari 2014 met uitwerking op 22 maart 2015, met Rennes als hoofdplaats.

## Gemeenten
Het kanton omvat de gemeente Chantepie en een deel van de gemeente Rennes